# Fericea
Fericea – wieś w Rumunii, w okręgu Marmarosz, w gminie Valea Chioarului. W 2011 roku liczyła 463 mieszkańców.